# Akademické mistrovství světa v orientačním běhu 1978
1. Akademické mistrovství světa v orientačním běhu proběhlo ve Finsku v roce 1978. Centrem závodů AMS byla Jyväskylä.
Závodů se zúčastnilo celkem 129 závodníků (78 mužů a 51 žen) z 17 zemí.

## Program závodů
| Den | Závod       | Centrum závodu |
| --- | ----------- | -------------- |
|     | jednotlivci |                |
|     | štafety     |                |

## Závod jednotlivců (Individual)
| Zkrácené výsledky                    | Zkrácené výsledky                    | Zkrácené výsledky                    | Zkrácené výsledky                    | Zkrácené výsledky                   | Zkrácené výsledky                   | Zkrácené výsledky                   | Zkrácené výsledky                   |
| Muži                                 | Muži                                 | Muži                                 | Muži                                 | Ženy                                | Ženy                                | Ženy                                | Ženy                                |
| ------------------------------------ | ------------------------------------ | ------------------------------------ | ------------------------------------ | ----------------------------------- | ----------------------------------- | ----------------------------------- | ----------------------------------- |
| - Traťové parametry: 12,9 km - Mapa: | - Traťové parametry: 12,9 km - Mapa: | - Traťové parametry: 12,9 km - Mapa: | - Traťové parametry: 12,9 km - Mapa: | - Traťové parametry: 8,3 km - Mapa: | - Traťové parametry: 8,3 km - Mapa: | - Traťové parametry: 8,3 km - Mapa: | - Traťové parametry: 8,3 km - Mapa: |
| Umístění                             | Jméno                                | Čas                                  | Ztráta                               | Umístění                            | Jméno                               | Čas                                 | Ztráta                              |
| Zlatá medaile                        | Jan-Erick Bäckman                    | 1:29:02                              |                                      | Zlatá medaile                       | Liisa Veijalainen                   | 1:08:58                             |                                     |
| Stříbrná medaile                     | Sigurd Daehli                        | 1:30:50                              | +1:48                                | Stříbrná medaile                    | Outi Borgenström                    | 1:15:49                             | +6:51                               |
| Bronzová medaile                     | Urho Kujala                          | 1:31:24                              | +2:22                                | Bronzová medaile                    | Kjellrun Sporild                    | 1:17:08                             | +8:10                               |
| 4                                    | Risto Nuuros                         | 1:31:35                              | +2:33                                | 4                                   | Ursula Litz                         | 1:21:12                             | +12:14                              |
| 5                                    | Olle Nabo                            | 1:33:19                              | +4:17                                | 5                                   | Hannele Kunnuttila                  | 1:25:19                             | +16:21                              |
| 6                                    | Hannu Kottonen                       | 1:33:26                              | +4:24                                | 6                                   | Päivi Salpakangas                   | 1:25:47                             | +16:49                              |

## Závod štafet (Relay)
| Zkrácené výsledky            | Zkrácené výsledky                                | Zkrácené výsledky            | Zkrácené výsledky            | Zkrácené výsledky            | Zkrácené výsledky                                            | Zkrácené výsledky            | Zkrácené výsledky            |
| Muži                         | Muži                                             | Muži                         | Muži                         | Ženy                         | Ženy                                                         | Ženy                         | Ženy                         |
| ---------------------------- | ------------------------------------------------ | ---------------------------- | ---------------------------- | ---------------------------- | ------------------------------------------------------------ | ---------------------------- | ---------------------------- |
| - Traťové parametry: - Mapa: | - Traťové parametry: - Mapa:                     | - Traťové parametry: - Mapa: | - Traťové parametry: - Mapa: | - Traťové parametry: - Mapa: | - Traťové parametry: - Mapa:                                 | - Traťové parametry: - Mapa: | - Traťové parametry: - Mapa: |
| Umístění                     | Jméno                                            | Čas                          | Ztráta                       | Umístění                     | Jméno                                                        | Čas                          | Ztráta                       |
| Zlatá medaile                | Finsko Urho Kujala Jan-Eric Bäckman Risto Nuuros | 3:02:28                      |                              | Zlatá medaile                | Finsko Outi Borgenstrom Hannele Kunnuttila Liisa Veijalainen | 2:47:06                      |                              |